# آرم کورتکس-ای۵۳
ARM Cortex-A53 یکی از دو ریزمعماری پیاده‌سازی شده به وسیله مجموعه دستورالعمل‌های  ARMv8-A  ۶۴بیتی است که توسط آرم هولدینگز طراحی شده است. Cortex-A53 پردازنده سوپراسکالری است که قادر به صدور دوگانه دستورالعمل‌ها است. این پردازنده به عنوان هسته SIP برای مجوزها در دسترس است، و در ۳۰ اکتبر ۲۰۱۲ توزیع شده است و توسط ARM به صورت مستقل، مصرف انرژی بهینه‌تر به جای قدرت بیشتر ریزمعماری Cortex-A57، یا برای استفاده در کنار یک ریزمعماری قوی تر در یک پیکربندی big.LITTLE به بازار عرضه شده است.

## بررسی اجمالی
- پردازنده خط لوله‌ای ۸ مرحله‌ای با سوپراسکالر ۲ طرفه، به منظور اجرای خط لوله‌ای
- DSP و توسعه‌های NEON SIMD اجباری در هر هسته
- VFPv4 شناور نقطه واحد پردازنده (هر هسته)
- پشتیبانی از مجازی سازی سخت‌افزار
- توسعه‌های امنیتی محدوده اعتماد
- ۶۴ بایت حافظه نهان سی‌پی‌یو
- L1 تی‌ال‌بی ۱۰ ورودی، و L2 تی‌ال‌بی ۵۱۲ ورودی
- ۴ کیلوبایت پیش‌بینی کننده شاخه شرطی، پیش‌بینی کننده شاخه غیر مستقیم ۲۵۶ ورودی

## استفاده
پردازنده ARM Cortex-A53 از فوریه سال 2016 در رزبری‌پای ۳ استفاده شده  است.
Cortex-A53 در تعدادی از Qualcomm Snapdragon SoCs نیز استفاده شده است. مشتقات نیمه سفارشی شده از Cortex-A53 در پردازنده Kyro 260 استفاده شده است.
این پردازنده در ODROID-C2 و در پخش کننده‌های چندرسانه‌ای Roku (در آخرین مدل‌های سال سال ۲۰۱۶ و تمام مدل‌های سال ۲۰۱۷). یکی دیگر از استفاده‌های قابل توجه Cortex-A53 استفاده در کامپیوتر تک بردی  Pine A64/A64+  است.
این هسته ها استفاده شده در یک سیستم روی تراشه‌ای ۲۴ هسته‌ای، Socionext SynQuacer SC2A11.
پردازنده استفاده شده در تبلت‌های سری آتش آمازون، مثل آتش HD8.

## همچنین نگاه کنید
- مقایسه هسته‌های ARMv8-A